# 本名直美
本名 直美（ほんめ なおみ、12月30日 - ）は、日本の女性声優。宮城県宮城郡利府町出身。リアルテック所属。

## 出演作品
※太字はメインキャラクター。

### テレビアニメ
- キャスパー（ミニ）

### CD
- パパ・ママだいすき
- あ・い・う・え・おにぎり
- 地球〜みどりの故郷